# Salud en Italia
La Salud en Italia es conocida por tener en general un buen sistema de salud, siendo uno de los mejores de toda Europa y también a nivel mundial según la Organización Mundial de la Salud, con una muy alta esperanza de vida entre su población y unas tasas muy bajas de mortalidad infantil, mortalidad neonatal y mortalidad materna. Al igual que con cualquier otro país desarrollado, Italia también ha desarrollado una distribución adecuada y suficiente del agua y de los alimentos, y los niveles de nutrición y saneamiento son también altos, así como la cocina y dieta relativamente saludables.

## Esperanza de vida y mortalidad
Desde el final de la Segunda Guerra Mundial, las expectativas de vida en Italia han mejorado bastante al punto de ubicarse entre las más altas del mundo.
Durante las últimas 6 décadas, la población italiana pasó de tener una esperanza de vida de solo 69 años en 1960 a tener una esperanza de vida de 83 años para 2018. De la misma manera, la esperanza de vida para las mujeres italianas pasó de 70 años en 1960 a 85 años en 2018 y de los hombres italianos de 66 años en 1960 a 81 años en 2018.
| Esperanza de vida en Italia | Esperanza de vida en Italia | Esperanza de vida en Italia | Esperanza de vida en Italia |
| Año                         | Total                       | Hombres                     | Mujeres                     |
| --------------------------- | --------------------------- | --------------------------- | --------------------------- |
| 1960                        | 69,12 años                  | 66,68 años                  | 71,69 años                  |
| 1965                        | 70,17 años                  | 67,44 años                  | 73,04 años                  |
| 1970                        | 71,56 años                  | 68,71 años                  | 74,55 años                  |
| 1975                        | 72,65 años                  | 69,54 años                  | 75,91 años                  |
| 1980                        | 73,94 años                  | 70,67 años                  | 77,38 años                  |
| 1985                        | 75,60 años                  | 72,30 años                  | 78,80 años                  |
| 1990                        | 77,10 años                  | 73,80 años                  | 80,30 años                  |
| 1995                        | 78,30 años                  | 75,00 años                  | 81,50 años                  |
| 2000                        | 79,90 años                  | 76,90 años                  | 82,80 años                  |
| 2005                        | 80,90 años                  | 78,10 años                  | 83,60 años                  |
| 2010                        | 82,20 años                  | 79,50 años                  | 84,70 años                  |
| 2015                        | 82,70 años                  | 80,30 años                  | 84,90 años                  |
| 2018                        | 83,40 años                  | 81,20 años                  | 85,60 años                  |
| 2020                        |                             |                             |                             |

Aunque cabe mencionar que este alto promedio de vida del país a nivel nacional, también varía mucho a nivel regional según sus respectivas regiones. La esperanza de vida en las Regiones del Norte de Italia es levemente superior en comparación con las Regiones del Sur de Italia.

## Agua y Comida
Italia tiene un suficiente y buen suministro de agua a nivel nacional, pero sin embargo, debido a las sequías, que son comunes en durante el verano (especialmente en las regiones del Sur de Italia), la escasez de agua ocurre relativamente con frecuencia. Debido a esto, los 
italianos consumen una cantidad muy alta de agua mineral, inclusive la más alta en comparación con sus vecinos europeos equivalentes: Por ejemplo, la persona promedio en Italia bebe 116 litros, en comparación con 105 de Bélgica, 93 de Alemania y 80 de Francia. Según algunos estudios, alrededor de 18 millones de italianos, anualmente enfrentan al menos una leve escasez de agua durante el verano, y también se ha registrado que al menos un 18 % de las familias italianas tienen patrones de distribución irregulares del líquido, pues esto es debido también a que la distribución del agua en Italia es desigual y puede explicarse por factores económicos; Por ejemplo, los italianos que viven en la Región de Lombardía (la región más rica de Italia), beben hasta nueve veces más agua embotellada que los italianos de la Región de Campania, una de las más pobres del país.
Un problema que a menudo se presenta con respecto al agua potable es la contaminación del agua y la presencia de productos químicos purificadores nocivos y o herbicidas, que pueden causar varios problemas de salud. En cuanto a los alimentos, generalmente la cocina es nutritiva y saludable en Italia garantiza que los italianos estén bien nutridos y coman buena comida.

## Vacunación
El sistema de vacunación italiano es complejo porque 21 servicios regionales independientes entregan los servicios y las decisiones crea muchas variaciones. Existe un comité nacional de inmunizaciones que actualiza el cronograma de vacunación recomendado a nivel nacional, con aportes de representantes del ministerio de salud, autoridades regionales de salud, instituto nacional de salud y otras sociedades científicas. Las regiones pueden agregar más vacunas programadas, pero no pueden eximir a los ciudadanos de las recomendadas o recomendadas a nivel nacional. En 2001 comenzó un plan nacional para eliminar el sarampión y la rubéola.
Las vacunas infantiles incluidas en los horarios nacionales son gratuitas para todos los niños italianos y extranjeros que viven en el país. La cobertura estimada para las tres dosis requeridas de las vacunas HBV-Hib-IPV es de al menos el 95 % de los niños de 2 años. La influenza es la única vacuna nacionalmente necesaria para adultos, y es administrada por médicos generales. Italia tiene un programa nacional de compensación de lesiones por vacunas. Una evaluación de la cobertura de la vacuna en 2010, que cubrió la cohorte de nacimiento de 2008, mostró una ligera disminución en las tasas de cobertura del seguro de inmunización contra la difteria, la hepatitis B, la poliomielitis y el tétanos después de que esas vacunas específicas hubieran sido obligatorias. Sin embargo, los niveles de vacunación continuaron superando el objetivo del gobierno italiano de alcanzar el 95 %.
Con el objetivo de integrar estrategias de inmunización en todo el país y equiparar el acceso a la prevención de enfermedades, el Ministerio de Salud italiano emitió el Plan Nacional de Prevención de Inmunizaciones (Piano Nazionale Prevenzione Vaccinale) en 2012, que propuso un enfoque institucional de "ciclo vital" para la vacunación. La cobertura de la vacuna contra el VPH aumentó, y la vacuna antineumocócica y la vacuna meningocócica C tuvieron una recepción pública positiva. Sin embargo, tanto las tasas de cobertura de vacunas infantiles como la inmunización contra la influenza en los ancianos han ido disminuyendo. Un plan gubernamental de 2015 en Italia tenía como objetivo aumentar las tasas de vacunación e introducir una serie de vacunas nuevas, y desencadenó protestas entre los profesionales de la salud pública. En parte como respuesta a la estadística de que menos del 86 % de los niños italianos reciben la vacuna contra el sarampión, el Plan Nacional de Vacunación para 2016-18 (PNPV) aumentó los requisitos de vacunación. [12] Se requerirían vacunas contra la varicela para los recién nacidos. Según este plan, el gasto del gobierno en vacunas se duplicaría a 620 millones de euros anuales, y se podría prohibir a los niños asistir a la escuela sin probar la vacuna. Aunque estas implementaciones harían de Italia un líder europeo en vacunación, algunos expertos cuestionaron la necesidad de varias de las vacunas, y algunos médicos se preocuparon por el posible castigo que podrían enfrentar si no cumplen con las regulaciones propuestas.
Hubo 5,000 casos de sarampión en 2017, frente a 870 en 2016, el 29 % de todos los de la Unión Europea. La ley que obliga a los niños a tener 10 vacunas para inscribirse en las escuelas estatales entró en vigencia en marzo de 2018, pero en agosto de 2018 el Movimiento de Cinco Estrellas impulsó la legislación a través del Senado italiano que la abolió. Todavía no ha pasado la Cámara de Diputados, pero los padres ahora no tienen que proporcionar a las escuelas una nota del médico para demostrar que sus hijos han sido vacunados.

## Radiación
Al ser un país relativamente cálido y soleado, los italianos a menudo están expuestos a la radiación directa del sol (radiación ultravioleta), que, si no están protegidos con la crema o el bloqueador solar, puede crear enfermedades cancerígenas de la piel, como el cáncer de piel. A pesar de esto, el mayor riesgo de exposición a la radiación se encuentra en interiores.

## Fumar
Fumar en Italia ha disminuido considerablemente en las últimas décadas para los hombres, pero las mujeres han tenido un patrón menos definitivo. Desde un país donde en 1966 fumaba un promedio de 68.5 % de la población masculina, esto había bajado a un promedio de ~ 37 % en 1991. Para las mujeres, aumentó de ~ 15 % para las mujeres en 1966, a ~ 16.5 %, especialmente en el centro, donde ha pasado del 15 % al 20,1 %.